# Quetecsaurus
Quetecsaurus é um gênero fóssil de dinossauro do clado Titanosauria do Cretáceo Superior da Argentina. Há uma única espécie descrita para o gênero Quetecsaurus rusconii. Seus restos fósseis foram encontrados na formação Cerro Lisandro na província de Mendoza.